# Otto Antonius
Hellmut Otto Antonius (* 21. Mai 1885 in Wien; † 9. April 1945 in Wien) war der Leiter des Tiergartens Schönbrunn in Wien, Zoologe, Paläontologe und Mitbegründer der modernen Tiergartenbiologie.

## Leben und Werdegang
Geboren wurde Otto Antonius als ältestes von fünf Kindern eines aus Siebenbürgen stammenden evangelischen Pfarrers. Benannt wurde er nach dem deutschen Reichskanzler Otto von Bismarck.
Er absolvierte ein humanistisches Gymnasium in Wien und begann darauf sein Studium in Naturwissenschaften, insbesondere Zoologie und Paläontologie, an der philosophischen Fakultät der Universität Wien. Während seiner Studienzeit schloss Antonius sich 1906 der Burschenschaft „Silesia“ an, einer betont deutsch-nationalen Studentenorganisation, welcher auch sein Vater und seine drei Brüder angehörten.
Im Jahre 1910 wurde er zum Dr. phil. promoviert und assistierte nach seinem Abschluss als wissenschaftliche Hilfskraft an der Lehrkanzel für Paläobiologie bei Professor Othenio Abel. Bis 1918 leistete Antonius als Oberleutnant und Verbindungsoffizier Kriegsdienst im Ersten Weltkrieg. Stationiert war er im Winter 1914/15 in den Karpaten, im Mai/Juni 1915 in Ostgalizien, im Hochsommer und Herbst 1915 im Krn-Massiv, im Winter 1915/16 im Flitscher Becken und bis November 1916 wieder in Ostgalizien. Als Verbindungsoffizier bei einem türkischen Armeekommando gelangte er schließlich nach Palästina. Für den Kriegseinsatz, den er ohne Verwundung überstand, wurde er mit dem Eisernen Kreuz, dem Eisernen Halbmond und der Silbernen Tapferkeitsmedaille ausgezeichnet.
Ab 1919 nahm er seine Assistententätigkeit wieder auf und habilitierte sich 1919 an der Universität bei Othenio Abel, sowie 1921 an der Hochschule für Bodenkultur bei Leopold Adametz. 1922 heiratete er Margarethe von Tunner. Dieser Ehe entstammen zwei Töchter. 

## Tiergartendirektor in Schönbrunn
Ab 1. Dezember 1923 begann der Paläontologe und Fachmann für zoologische Haustierforschung seine Tätigkeit im Tiergarten Schönbrunn, ab dem 1. April 1924 arbeitete er als wissenschaftlicher Leiter und ab 1. Dezember 1925 als allein verantwortlicher Leiter.
Neben seiner Tätigkeit als Zooleiter war Antonius auch als Hochschullehrer tätig. Im Jahre 1931 wurde ihm der Titel eines außerordentlichen Universitätsprofessors an der Universität Wien und 1940 der eines Honorarprofessors an der Hochschule für Bodenkultur verliehen.
Antonius trat zum 1. Dezember 1932 der NSDAP bei (Mitgliedsnummer 1.307.171). Im März 1934 wurde er aufgrund des Vorwurfs, aktives Mitglied der damals in Österreich verbotenen NSDAP zu sein, offiziell vom Dienst enthoben. Antonius bestritt die Mitgliedschaft und prozessierte erfolgreich gegen seine Amtsenthebung. Am 4. Januar 1937 trat er sein Amt wieder an.
Antonius machte sich um den Fortbestand des Tiergartens Schönbrunn verdient, der vor dem Ersten Weltkrieg zu den schönsten und größten der Welt gezählt hatte, dessen Tierbestand aber durch Versorgungsengpässe während des Krieges um beinahe 85 % zurückgegangen war. Im Herbst 1921 stand der Tiergarten kurz vor der Schließung. Antonius hatte bereits 1918, als Sanierungsarbeiten und eine Modernisierung der technisch veralteten Tierhäuser durchgeführt werden mussten, ein Exposé zum Wiederaufbau verfasst.
Durch Spenden der Wiener Bevölkerung, privater Förderer, der „Hilfsaktion für den Ausbau des Schönbrunner Tiergartens“ und die Tiertransporte des Bankiers Alfred Weidholz gelang es Antonius, den Tierbestand wieder aufzufüllen, bestehende Tierhäuser zu sanieren und Neubauprojekte wie das Affenhaus oder die Greifvogel-Voliere, die als europaweit vorbildhaftes Bauwerk galt, zu realisieren.
Auch führte Antonius neue Medien wie 1934 die Dioramenschau ein. Die Dioramen waren von dem Akademischen Maler Franz Roubal gemalt und zeigten Landschaften und Tiere aus der Vorzeit Österreichs. Sie waren allerdings kein Erfolg und wurden im Zweiten Weltkrieg durch Bomben zerstört. Heute sind nur noch Fotografien davon erhalten.
1938 bis 1945 war Antonius Vizepräsident der Internationalen Union von Direktoren Zoologischer Gärten. Ferner war er Mitglied der Zoological Society of London.

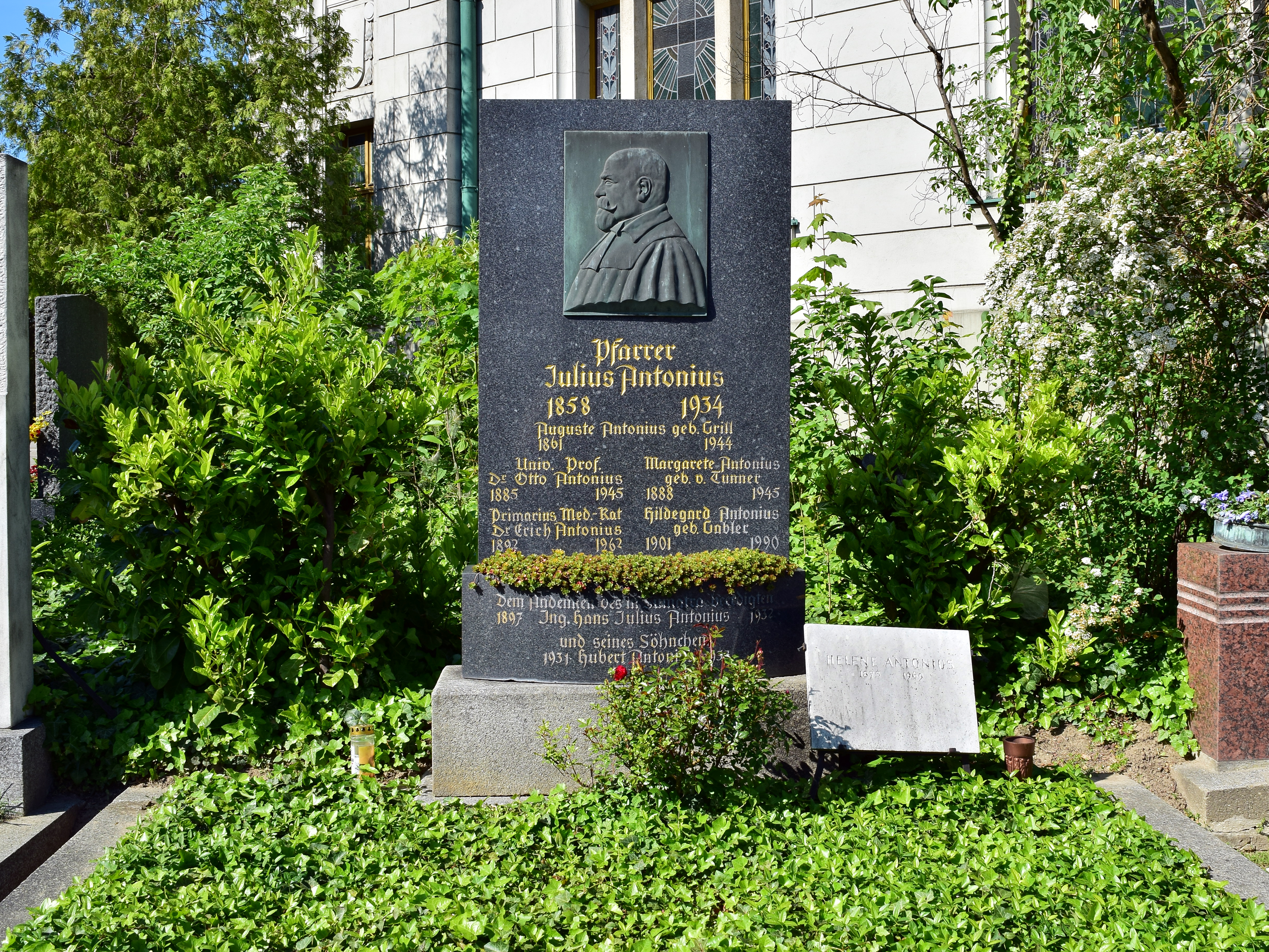
Grabstätte am Wiener Zentralfriedhof

Antonius, der seit den Bombenangriffen vom 19. und 21. Februar 1945 Selbstmordgedanken geäußert hatte, schied am 9. April 1945 gemeinsam mit seiner Frau freiwillig aus dem Leben.
Antonius wurde am evangelischen Friedhof am Wiener Zentralfriedhof in einem ehrenhalber gewidmeten Grab beigesetzt.

## Tiergartenbiologie
Otto Antonius gilt zusammen mit Heini Hediger und Karl Max Schneider als Mitbegründer der modernen Tiergartenbiologie, für die er wesentliche, noch heute geltende Grundsätze erarbeitete.
So gehörte er zu den wissenschaftlichen Autoren, die am häufigsten in der Zeitschrift Der Zoologische Garten publizierten. Auch war er Mitherausgeber der Zeitschrift für Tierpsychologie.
Antonius trat für eine erweiterte Zielsetzung der Tiergärten ein. So wurde unter seiner Leitung die „Menagerie Schönbrunn“ im Jahre 1926 offiziell in „Tiergarten Schönbrunn“ umbenannt. Zoologische Gärten sollten auch Orte experimenteller Tier- und Züchtungsforschung sein und der Klärung von Vererbungsfragen und Abstammungsfragen der Haustiere von Wildtieren dienen, ebenso tierpsychologischen Beobachtungen.
Antonius verstand die Wildtierhaltung auch als tierpsychologisches Experiment, bei dem man das artspezifische Verhalten der Wildtiere studieren konnte. Durch vergleichende Studien lieferte er erste Beiträge zur Ethologie und galt als hervorragender Hippologe und Pferdekenner.
Ferner stellte er wissenschaftliche Versuche zu Fütterung und Akklimatisation an.
Als Zoologe befasste er sich auch mit den Disziplinen Genetik und Tierzuchtlehre. So richtete er sein Interesse auch auf Kreuzungsstudien zur Klärung phylogenetischer Fragen sowie Rückzüchtungsversuche zur Klärung der Abstammung der Haustiere. In seinem 1922 erschienenen Buch Grundzüge der Stammesgeschichte der Haustiere befasste er sich mit der Domestikationsforschung als einem neuen Gebiet der Tierzucht. Darin beschrieb er zoologische und historische Methoden der Haustierforschung. Einige geglückte Rückzüchtungen wurden im Münchner und Berliner Zoo ausgestellt, da man sie irrtümlicherweise für urtümliche Formen hielt. Allerdings beteiligten sich keine weiteren Zoodirektoren an den aufwendigen Kreuzungs- und Rückzüchtungsexperimenten.

## Naturschutz als Artenschutz
Die Notwendigkeit und Wichtigkeit des Artenschutzes erkannte Antonius sehr früh und versuchte seinen Zeitgenossen die weltweite Bedrohung der heimischen und exotischen Wildtierarten zu verdeutlichen.
Unter seiner Leitung nahm der Tiergarten Schönbrunn am ersten europäischen Artenschutzprogramm zur Erhaltung des Wisents teil. Durch kontrollierte Zucht in besonders geeigneten und bewachten Arealen konnten gute Erfolge erzielt werden, so dass solche Programme seither für verschiedenste vom Aussterben bedrohte Tierarten übernommen wurden.
Ebenso leistete er Aufklärungsarbeit mit seinem Buch Gefangene Tiere, um zu zeigen, dass Tiere im Zoo nicht unter schlechteren Bedingungen leben als Tiere in Freiheit, da beide dieselben Beziehungen zu ihrem Umfeld entwickelten. Oft zitierte er Alfred Brehm, dass ein guter Käfig eine Wohnung, ein schlechter wie ein Kerker für das Tier sein könne. Hier zeigt sich bereits das moderne Konzept der Raumqualität, weshalb er die Gehegeanlagen für die Tiere auch funktionell und artgemäß plante.

## Werke
- Grundzüge einer Stammesgeschichte der Haustiere. Jena, 1922.
- Gefangene Tiere. Salzburg, 1933.
- Equus Abeli nov. spec. Wien-Leipzig, 1913.
- Die Tigerpferde. Frankfurt/M., 1951.
- Über die Schönbrunner Pferdebildnisse J. G. v. Hamilton und das Gestüt zu Halbthurn. Berlin 1937
- über 100 Beiträge in verschiedenen Fachzeitschriften